# Gare d'Issy
Ne doit pas être confondu avec Gare d'Issy-Val de Seine ou Issy (métro de Paris).
La gare d'Issy est une gare ferroviaire française située sur le territoire de la commune d'Issy-les-Moulineaux dans le département des Hauts-de-Seine, en région Île-de-France.

## Histoire
À l'origine, la gare devait ouvrir avant l'exposition universelle de Paris de 1900. Elle est pourtant achevée en 1901 sous le nom d'Issy - Ville. La gare se situe au point kilométrique (PK) 6,889 de la ligne reliant la gare des Invalides à la gare de Versailles-Château-Rive-Gauche. Cette ligne avait pour but de renforcer la ligne de Paris-Montparnasse à Versailles-Chantiers.

## Fréquentation
De 2015 à 2021, selon les estimations de la SNCF, la fréquentation annuelle de la gare s'élève aux nombres indiqués dans le tableau ci-dessous.
| Année     | 2015      | 2016      | 2017      | 2018      | 2019      | 2020      | 2021      |
| --------- | --------- | --------- | --------- | --------- | --------- | --------- | --------- |
| Voyageurs | 2 476 163 | 2 500 733 | 2 511 813 | 2 477 283 | 2 449 700 | 1 030 188 | 1 635 243 |

## Desserte
Elle est desservie par les trains des branches Versailles et Saint-Quentin-en-Yvelines de la ligne C du RER.

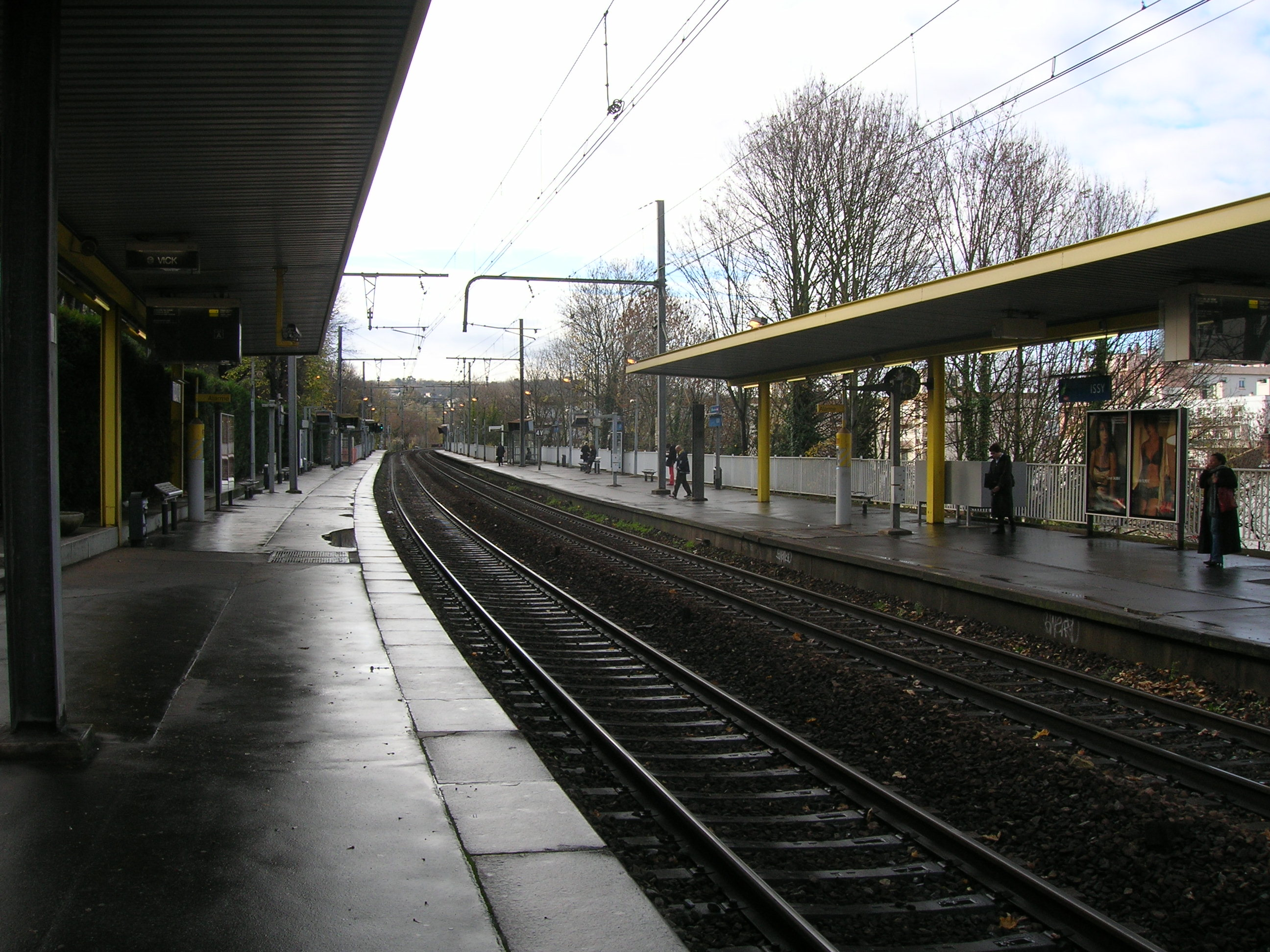
La gare côté voies.

## Correspondances
La gare est desservie par les lignes 123 et 190 du réseau de bus RATP. La nuit, la gare est desservie par la ligne N160 du réseau Noctilien.

## Projets

### Ligne 12
Il existe un projet de prolongement de la ligne 12 du métro de Paris depuis la station Mairie d'Issy jusqu'à la gare.

### Ligne 15
Pour un article plus général, voir Issy (métro de Paris).
Le site devrait accueillir la ligne 15 en 2025. La future station sera implantée à l'intersection de l'avenue de Verdun et de l'avenue Aristide-Briand. Elle sera reliée à la gare du RER par un couloir souterrain d'une centaine de mètres,. Ses quais seront à une profondeur de −21 m. La conception de la station de métro est confiée à l'agence d'architecture Brunet Saunier Architecture.

### Ligne 10 du tramway
En 2015, le dossier d'enquête publique précise que des options de prolongement au nord vers la gare d'Issy ou la gare de Clamart sont à l'étude, en surface ou en souterrain.
Le terminus du prolongement nord de la future ligne 10 du tramway pourrait aussi être implanté au nord-est de la gare, place Léon-Blum.